# 신나는학교
신나는학교는 2022년 3월 경기도 안성시에서 개교한 중학교 및 고등학교 과정의 기숙형 6년제 미래형 각종학교이다.

## 연혁
- 2022년 3월 1일 : 이전한 옛 보개초등학교 자리에 개교[1]